# National Invitation Tournament 1941
El National Invitation Tournament 1941 fue la cuarta edición del National Invitation Tournament. La disputaron ocho equipos por primera vez, celebrándose la competición en el Madison Square Garden de Nueva York. El ganador fue la Universidad de Long Island, que lograba su segundo título tras el conseguido en 1939.

## Equipos
| CCNY         |
| Duquesne     |
| Long Island  |
| Ohio         |
| Rhode Island |
| Seton Hall   |
| Virginia     |
| Westminster  |

## Fase final
Cuadro final de resultados.
|  | Cuartos de final | Cuartos de final | Cuartos de final |             |            | Semifinales | Semifinales | Semifinales |      |                        | Final                  | Final                  | Final |  |
|  |                  |                  |                  |             |            |             |             |             |      |                        |                        |                        |       |  |
|  |                  |                  |                  |             |            |             |             |             |      |                        |                        |                        |       |  |
|  | CCNY             | CCNY             | 64               |             |            |             |             |             |      |                        |                        |                        |       |  |
|  | CCNY             | CCNY             | 64               |             |            |             |             |             |      |                        |                        |                        |       |  |
|  | Virginia         | Virginia         | 35               |             |            |             |             |             |      |                        |                        |                        |       |  |
|  | Virginia         | Virginia         | 35               |             | CCNY       | CCNY        | 43          |             |      |                        |                        |                        |       |  |
|  |                  |                  |                  |             | CCNY       | CCNY        | 43          |             |      |                        |                        |                        |       |  |
|  |                  |                  | Ohio             | Ohio        | 45         |             |             |             |      |                        |                        |                        |       |  |
|  | Ohio             | Ohio             | Ohio             | Ohio        | 45         | 55          |             |             |      |                        |                        |                        |       |  |
|  | Ohio             | Ohio             |                  |             |            |             |             |             |      |                        |                        |                        |       |  |
|  | Duquesne         | Duquesne         | 40               |             |            |             |             |             |      |                        |                        |                        |       |  |
|  | Duquesne         | Duquesne         | 40               |             |            |             |             |             |      | Ohio                   | Ohio                   | 42                     |       |  |
|  |                  |                  |                  |             |            |             |             |             |      | Ohio                   | Ohio                   | 42                     |       |  |
|  |                  |                  | Long Island      | Long Island | 56         |             |             |             |      |                        |                        |                        |       |  |
|  | Seton Hall       | Seton Hall       | Long Island      | Long Island | 56         | 70          |             |             |      |                        |                        |                        |       |  |
|  | Seton Hall       | Seton Hall       |                  |             |            |             |             |             |      |                        |                        |                        |       |  |
|  | Rhode Island     | Rhode Island     | 54               |             |            |             |             |             |      |                        |                        |                        |       |  |
|  | Rhode Island     | Rhode Island     | 54               |             | Seton Hall | Seton Hall  | 26          |             |      | Tercer y cuarto puesto | Tercer y cuarto puesto | Tercer y cuarto puesto |       |  |
|  |                  |                  |                  |             | Seton Hall | Seton Hall  | 26          |             |      | Tercer y cuarto puesto | Tercer y cuarto puesto | Tercer y cuarto puesto |       |  |
|  |                  |                  | Long Island      | Long Island | 49         |             |             |             |      |                        |                        |                        |       |  |
|  | Long Island      | Long Island      | Long Island      | Long Island | 49         | 48          |             |             | CCNY | CCNY                   | 42                     |                        |       |  |
|  | Long Island      | Long Island      |                  |             |            |             |             |             | CCNY | CCNY                   | 42                     |                        |       |  |
|  | Westminster      | Westminster      | 36               |             |            |             |             |             |      |                        | Seton Hall             | Seton Hall             | 27    |  |
|  | Westminster      | Westminster      | 36               |             |            |             |             |             |      |                        | Seton Hall             | Seton Hall             | 27    |  |
|  |                  |                  |                  |             |            |             |             |             |      |                        |                        |                        |       |  |

| Campeón del NIT 1941             |
| -------------------------------- |
| Long Island Blackbirds 2º título |